# Pilar (Surigao do Norte)
Pilar é um município de  quinta classe de renda municipal (d) na província Surigao do Norte, nas Filipinas. De acordo com o censo de 1 de maio  de  2020 possui uma população de 10 374 pessoas e 2 569 domicílios.